# Râul Verdele, Câlneș
Râul Verdele este un curs de apă, afluent al râului Câlneș. 